# 果汁グミ
果汁グミ（かじゅうグミ）は、明治が製造・販売しているグミである。果汁の多さをセールスポイントにしてきたが、近年は無着色やコラーゲン配合量の多さも共に謳っている。もとは明治製菓から発売されていた。

## 商品
- 果汁グミ
  - ぶどう
  - いちご
  - 温州みかん
  - もも
  - すいか
  - 山形県産ラ・フランス
  - ゴールデンパイン
  - マスカット
- 果汁グミ（グミサプリ）
  - フルーツミックス（食物繊維&カルシウム）
  - アセロラ&ライチ（コラーゲン）
- 果汁グミとろけるふたつの果実
  - グレープ&マスカットジュレ
  - プラム&ライチジュレ

### 過去
- 果汁グミ
  - 清見オレンジ
  - 愛媛県産せとか
  - 愛媛県産ポンカン
  - 愛媛県産いよかん
  - グァバ
  - アセロラ
  - シークワーサー
  - キウイ
  - マンゴーミックス
  - リンゴ（アップル）
  - ふじりんご
  - メロン
  - ラズベリー
  - ベジタブル&フルーツ
  - 白桃
  - オレンジ
  - マスカットオブアレキサンドリア
  - パイン
  - ピンクグレープフルーツ
  - ゴールドキウイ
  - 青りんご
  - バレンシアオレンジ
  - 洋なし
  - レモン
  - マスカット
  - シャルドネ
- 果汁グミ(グミサプリ)
  - たっぷりコラーゲン
  - プルーン（鉄分）
  - ざくろ（コラーゲン）
  - ピンクグレープフルーツ（鉄分）
  - マスカット（コラーゲン）
- 果汁グミとろけるふたつの果実
  - キウイ&マンゴージュレ
  - オレンジ&レモンジュレ
  - もも&いちごジュレ
- 果汁グミ2つのアソート
  - レモン＆ピンクグレープフルーツ
  - シャルドネ&カベルネソーヴィニョン
- 果汁グミsmoothie
  - ベリーミックススムージー
  - キウイミックススムージー
- 果汁グミもっとくだもの
  - 洋なし
  - レモン
- 果汁グミ ぷぷるん
  - ジューシー白ぶどう
  - ジューシーレモン
  - スウィーティー
  - シャルドネ&マスカット
  - 2つの地中海レモン
  - ピーチ
  - さくらんぼ
  - アップルマンゴー&イエローマンゴー
  - ライチ
- ジュレin果汁グミ
  - 赤梅
  - 青りんご

## 歴史
- 1988年7月 - 「果汁グミ100」発売
- 2005年6月21日 - 「ぷぷるんシリーズ」を「マスカット味」と「ピーチ味」の2種類で販売開始
- 2006年5月9日 - 「ぷぷるんシリーズ」をリニューアルし、「マスカット味」と「レモン味」の2種類で販売開始
- 2007年XX月XX日 - 「ぷぷるんシリーズ」に「アップルマンゴー&イエローマンゴー味」を追加
- 2008年6月3日 - 「果汁グミ」シリーズをリニューアル。

## CMキャラクター
- 石田ゆり子
- 井上真央
- 相沢紗世
- 木下優樹菜
- トリンドル玲奈、ガチャピンとムック
- 石原さとみ

## メグミとタイヨウシリーズ
2011年より果汁グミ新製品の発売に合わせ公式サイトで展開されたTwitter連動型アニメストーリー。ユーザーが「メグミ（@gummi_megumi）」「タイヨウ（@gummi_taiyo）」のTwitterアカウントをフォローすることでストーリーに参加が出来る。

### 登場人物
メグミ
声 - 橋本愛（第1弾） / 水樹奈々（第2弾、第3弾）
主人公。気が強く、行動的な性格。明治神宮のセレクトショップ「NATURAL」で働く。2011年夏にタイヨウと結ばれ遠距離恋愛中。
タイヨウ
声 - 佐久間一行（第1弾） / 杉田智和（第2弾、第3弾）
メグミの幼馴染。メグミとは違い、おとなしく消極的。山本ぶどう園に勤務。姉が2人いる。メグミを好きなのだが、なかなか気持ちを伝えられずにいた。一度は振られるものの、2011年の夏に結ばれる。
ミドリ
タイヨウと同じぶどう園で働く年上の女性。密かにタイヨウに思いを寄せており2度告白している。
ソラ
メグミが飼っているオス猫。
シリーズ第1弾に登場
アメミヤ
メグミの携帯を拾った男性。それを口実にメグミに迫るが、ダイチにノックアウトされる。
ダイチ
メグミが働く雑貨屋の店長。メグミがひそかに思いを寄せるものの、既に彼女がいた。
シリーズ第2弾より登場
じいちゃん
声 - 飯塚昭三
ぶどう園を営む、タイヨウの祖父。名前は山本ヒカリ。
アオイ / X
声 - 小野友樹
じいちゃんの幼馴染であるサクラさんの孫。祖母はすでに故人であり、天涯孤独の身。事件をきっかけにタイヨウとメグミの親友となり、その後青葉大学の大学院バイオテクノロジー科に進学。
シリーズ第3弾より登場
ハヤマ教授
声 - 野島昭生
青葉大学教授。システム情報学専門。タイムラインワールドに迷い込んだメグミを助けるため、タイヨウに異世界にいける装置を与える。
ミヅキ
声 - 潘めぐみ
タイムラインワールドで行動を共にする少年。12歳の中学生らしいが、自分のことはあまり語りたがらない。

### メグミとタイヨウ
『果汁グミ Tweet Love Story メグミとタイヨウ』は、2011年6月1日から展開されたシリーズ第1弾。CMで登場するメグミとタイヨウの2人が中心となるラブストーリーで、Twitterフォローによるユーザーのアドバイスで結ばれる物語。全5章。メグミはユーザーとの関わりは薄いものの、タイヨウは参加者のフォロワーに悩みを打ち明けその返信が進行に影響される。7月24日に放送されたスペシャルCMでは影響を与えたTwitterユーザーが一部公開された。

#### スタッフ（第1弾）
- アニメーション監督 - りんたろう
- アニメーションプロデューサー - 丸山正雄
- アニメーション制作 - マッドハウス
- キャラクター原案 - 中村佑介
- CMディレクター - 岩井克之

#### 主題歌（第1弾）
- GReeeeN「愛唄」

### メグミとタイヨウII 消えたサファイアロマンの謎
『果汁グミ Tweet Mystery メグミとタイヨウII 消えたサファイアロマンの謎』は、2012年2月24日から展開されたシリーズ第2弾。全8章。前作から7ヵ月後に当たり、サファイアロマンの行方をめぐり、毎回謎かけが出題される謎解き系ミステリー物語。前作同様、メグミはフォロワーに一切回答はしないが、タイヨウは積極的にフォロワーとの謎解きのコミュニケーションをとっている。2月25・26日にはプロローグに当たるスペシャルCMがオンエア、3月14-21日に最大の謎が出題され、これを解けたフォロワーにはスペシャルムービーが先行公開された。完結後に小説『Tweet Mystery 裏ストーリー アオイの真実』も公開している。

#### スタッフ（第2弾）
- 監督 - りんたろう
- キャラクター原案 - 中村佑介
- アニメーションプロデューサー - 丸山正雄
- キャラクターデザイン・原画 - 兼森義則
- アニメーション制作 - マッドハウス
- アニメーション制作協力 - MAPPA
- 謎監修 - スクラップ
- 制作 - 「メグミとタイヨウ」グミの会

#### 主題歌（第2弾）
- 「時空サファイア」

作詞 - ゆうまお / 作曲 - 吉木絵里子 / 編曲 - 陶山隼 / 歌 - 水樹奈々

#### チャプター
- CHAPTER 01 - 一枚の紙に残された暗号（2012年2月24日）
- CHAPTER 02 - 金庫の暗号（2012年2月26日）
- CHAPTER 03 - レシートに隠された手がかり（2012年2月28日）
- CHAPTER 04 - カラオケルームに残された謎（2012年3月2日）
- CHAPTER 05 - 密室からの脱出（2012年3月5日）
- CHAPTER 06 - 二重金庫（2012年3月8日）
- CHAPTER 07 - メモ帳に残るXへの手がかり（2012年3月12日）
- CHAPTER 08 - サファイアロマンに隠された真実（2012年3月15日）

### メグミとタイヨウIII タイムラインワールド
『果汁グミ Tweet Fantasy メグミとタイヨウIII タイムラインワールド』は、2012年6月3日から展開されたシリーズ第3弾。全7章予定。Twitter上の仮想世界「タイムラインワールド」を舞台に、フォロワーがつぶやきを投稿することによりミッションをクリアしていくファンタジー物語。物語のヒントとなるスペシャルCMは、6月9日にTVでは1度のみオンエア。

#### スタッフ（第3弾）
- 監督 - 二村秀樹
- キャラクター原案 - 中村佑介
- アニメーションディレクター - 岩瀬安輝、丸山正雄
- キャラクターデザイン・原画 - 濱田邦彦
- アニメーション制作 - マッドハウス
- アニメーション制作協力 - MAPPA
- 制作 - 「メグミとタイヨウ」グミの会

#### 主題歌（第3弾）
- 西野カナ「Happy Half Year!」

#### ミッション
- STORY 1 - タイヨウに橋
- STORY 2 - タイヨウに壁
- STORY 3 - 星座の扉
- STORY 4 - タイヨウ、メグミ、ミヅキ、リターン
- STORY 5 - タイヨウに水鉄砲
- STORY 6 - タイヨウに懐中電灯
- STORY 7 - タイヨウに太陽